# Equilibrio térmico de la Tierra
De la energía solar que llega a la Tierra, en forma de radiación de onda corta, casi un 30% es reflejada de nuevo al espacio por la superficie y la atmósfera (ver albedo), alcanzando la superficie en promedio unos 240 W/m². La energía que logra alcanzar la superficie terrestre es devuelta al espacio en forma de radiación infrarroja.  Sin embargo, los gases de efecto invernadero como el vapor de agua y el dióxido de carbono provocan que el grueso de esta radiación infrarroja se emita al espacio desde unos  5 km de altitud, causando el calentamiento de la parte baja de la atmósfera que conocemos como efecto invernadero. El flujo neto de energía que entra y sale del sistema climático recibe el nombre de balance energético terrestre o, alternativamente, balance radiativo.
La energía solar no calienta la superficie de manera uniforme, sino que lo hace en mayor medida hacia el ecuador que hacia los polos. Este gradiente térmico en latitud trata de compensarse mediante el acoplamiento entre la atmósfera y las circulaciones oceánicas,  conocido como motor térmico terrestre y que se mantiene en funcionamiento mediante procesos como la evaporación, convección, precipitaciones, vientos y corrientes oceánicas

## Radiación térmica

Irradiancia solar en lo alto de la atmósfera (en amarillo) y a nivel del mar (en rojo) tras la absorción producida por los gases de efectos invernadero. La curva continua representa la irradiancia de un cuerpo negro a una temperatura efectiva de 5778 K. La IAU recomienda actualmente utilizar 5772 K como se hace en el texto principal.

Todo emisor ideal (cuerpo negro) a una temperatura T emite radiación siguiendo la Ley de Planck y teniendo una emisión máxima a una longitud de onda regulada por la Ley de Wien.
El Sol emite muy aproximadamente como un cuerpo negro a 5772 K y el 99% de la radiación emitida está entre las longitudes de onda 0,25 μm y 4 μm, con un máximo a 0,475 μm. Su radiación se puede considerar de onda corta.
La superficie terrestre emite también radiación térmica, pero con una temperatura mucho menor de aproximadamente 288 K. El grueso de esta radiación se emite entre 4 y 100 μm, con el máximo centrado en unas 10 μm, por lo que su radiación puede considerarse como infrarroja o de onda larga.
Toda la superficie de la Tierra emite radiación pero la radiación solar sólo se recibe en la proyección de la cara diurna. Por eso, la radiación solar incidente en la parte superior de la atmósfera puede considerarse en promedio como:
{\displaystyle {\frac {TSI\cdot \pi R^{2}}{4\pi R^{2}}}={\frac {TSI}{4}}={\frac {1361}{4}}{\frac {W}{m^{2}}}\cong 340{\frac {W}{m^{2}}}}

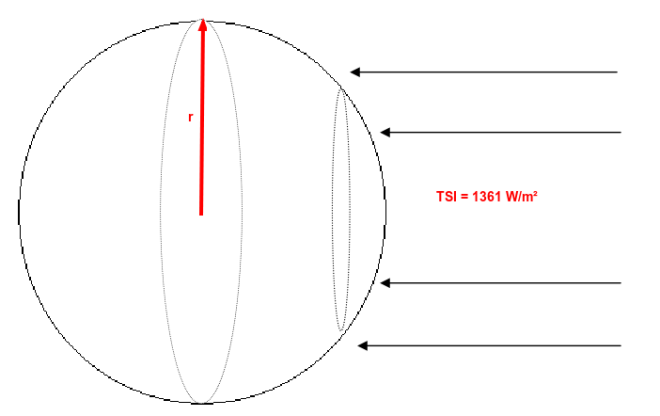
La irradiancia solar total (TSI) incide sobre la proyección del círculo con el radio de la Tierra. Para determinar la irradiancia promedio sobre la superficie, tendremos que dividir por la superficie de la esfera terrestre.

donde TSI es la irradiancia solar total conocida también como constante solar, cuyo valor aceptado actualmente es de 1361 W/m², ligeramente menor que el que todavía podemos encontrar en muchas referencias.

### Albedo
El albedo es la reflexión de la radiación solar al incidir sobre el planeta. Las superficies claras presentan mayor albedo que las oscuras. Así, las nubes, el hielo y la nieve son las superficies con mayor albedo mientras que los bosques, los océanos y la roca pelada tienen un albedo inferior. La Tierra presenta un albedo de aproximadamente 0,3 (30%), causado en su mayor parte por las nubes y los casquetes polares. El albedo terrestre procede en sus 3/4 partes de las nubes y la difusión atmosférica, y el resto (1/4) de la superficie terrestre.

### Temperatura de equilibrio de la atmósfera terrestre
En una primera aproximación se puede decir que la emisión térmica de la atmósfera en el infrarrojo compensa la irradiación solar de onda corta sobre la superficie. Esta última será la diferencia entre la radiación solar incidente en lo alto de la atmósfera (340 W/m²) y el albedo

En dichas condiciones se podría calcular fácilmente la temperatura media de la superficie terrestre mediante la Ley de Stefan-Boltzmann. Suponiendo que la atmósfera emite como un cuerpo negro, podemos escribir

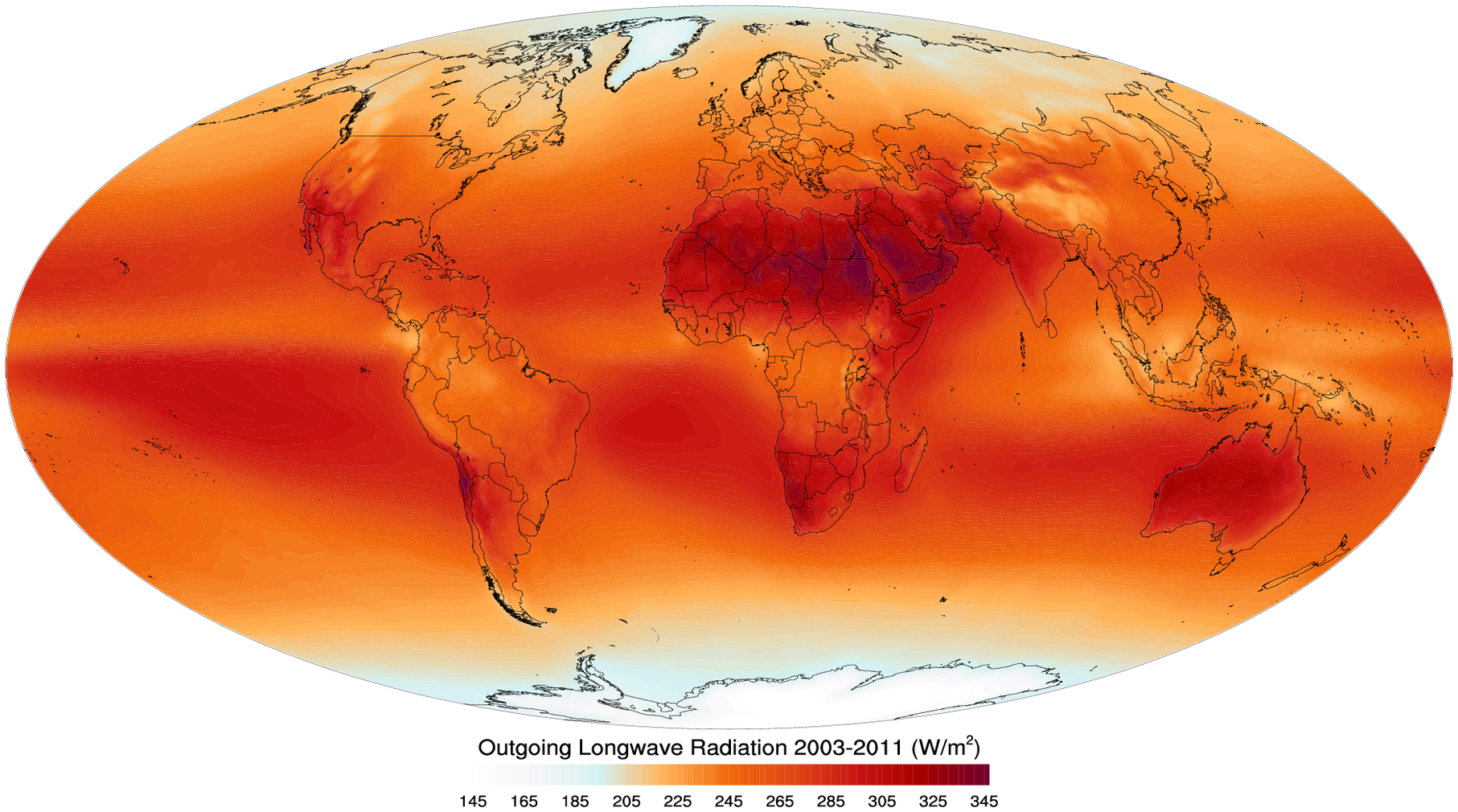
Media anual en el periodo 2003-10 de la emisión térmica de la atmósfera terrestre como vista desde el espacio.

Esta temperatura de equilibrio se entiende más apropiadamente como temperatura efectiva de emisión, es decir, aquella que mediría una observador lejos de la Tierra a partir de la potencia total de la radiación infrarroja emitida al espacio por la atmósfera de nuestro planeta.
Habitualmente, se entiende la temperatura de equilibrio como la que tendría la superficie terrestre sin la existencia del efecto invernadero. Los gases como el vapor de agua y el dióxido de carbono provocan el calentamiento de la parte baja de la atmósfera que conocemos como efecto invernadero llevando la temperatura media superficial a unos 14 °C, una diferencia cercana a 33 °C con respecto a la temperatura de equilibrio.
Debido a que la temperatura disminuye con la altitud unos 6,5 °C/km, un gradiente térmico establecido por la expansión adiabática del aire en equilibrio hidrostático, la temperatura efectiva de emisión se alcanza a unos 5 km de altitud ({\displaystyle {\frac {33^{\circ }C}{6,5^{\circ }C/km}}}),  de donde procede el grueso de la radiación térmica de la atmósfera. Podemos entender así el efecto invernadero como la traslación de la zona de emisión efectiva desde la superficie hasta una altitud elevada.

## Nubosidad

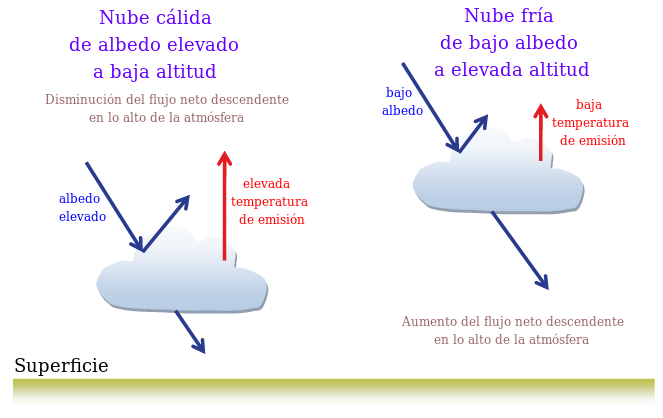
Ilustración esquemática de la influencia de los diferentes tipos de nubes en el equilibrio radiativo de la Tierra. Fuente de la imagen: Goosse H., P.Y. Barriat, W. Lefebvre, M.F. Loutre and V. Zunz, (2008-2010). Introduction to climate dynamics and climate modeling. Online textbook

La nubosidad por sí sola afecta enormemente, y de dos formas contradictorias, al balance energético de la Tierra.
- Reflejando la luz solar y disminuyendo, por tanto, la radiación solar incidente sobre la superficie. Este efecto se conoce como forzamiento radiativo de onda corta. Se estima que las nubes contribuyen en un 20% al albedo terrestre.
- Emitiendo radiación térmica de onda larga desde la parte superior que, al estar a mayor altitud, reduce el flujo total desde la superficie. Este efecto se conoce como forzamiento radiativo de onda larga.

El forzamiento de onda corta parece ser el dominante, provocando las nubes una disminución del flujo neto de radiación descendente desde lo alto de la atmósfera en una cantidad estimada en unos 20 W/m², pero éste varía apreciablemente según el tipo de nube, la localización y la estación del año. Así, las nubes bajas tienden a ser relativamente cálidas y por tanto presentan una elevada emisión térmica a la vez que un elevado albedo, por lo que se asocian a una disminución del flujo radiativo neto descendente desde lo alto de la atmósfera. Por el contrario, las nubes a elevada altitud son frías y presentan una emisión térmica menor a la vez que un bajo albedo, aumentando el flujo radiativo neto desde lo alto de la atmósfera. 

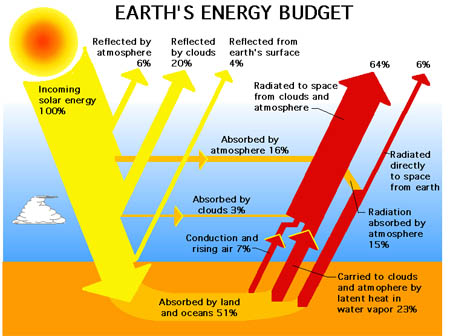
Balance energético de la Tierra donde se contabiliza claramente el papel de las nubes. Fuente: [https://www.nasa.gov/audience/forstudents/5-8/features/F_The_Role_of_Clouds.html NASA

De esta forma, un aumento de temperatura y humedad como se está produciendo en el calentamiento global actual tiende a producir un cambio en la nubosidad que influye a su vez en la cantidad de radiación que llega a la superficie como luz solar de onda corta y en la radiación térmica de onda larga emitida al espacio, en un proceso de realimentación o feedback. Si este proceso de realimentación de las nubes contribuye a aumentar el calentamiento global (realimentación positiva) o a enfriarlo (realimentación negativa) es uno de los procesos peor entendidos en climatología. La mejor estimación en la actualidad apunta a un ligero efecto de realimentación positiva.

## Aerosoles
Los aerosoles están compuestos por pequeñas partículas (sólidas o líquidas) en suspensión de diámetros comprendidos entre aproximadamente 1 nm y 10 μm. Entre los aerosoles atmosféricos podemos encontrar antropogénicos como sulfatados (procedentes del dióxido de azufre) y carbonáceos (carbón negro y aerosoles orgánicos primarios procedentes de la quema de combustibles fósiles)  y  de origen natural, en forma de polvos minerales procedentes de la erosión de la corteza (principalmente polvo de los desiertos), sulfatados y aerosoles orgánicos secundarios (condensados de precursores gaseosos) procedentes de la biosfera.
El carbón negro, generado  por  la  combustión  incompleta  de  combustibles fósiles y biocombustibles, se ha identificado como el segundo agente de forzamiento climático de vida corta más importante, aunque el efecto combinado de todos los aerosoles se estima en un forzamiento radiativo de -0,9 W/m², lo que significa que contribuyen a compensar parcialmente el efecto de calentamiento de los gases de efecto invernadero. Si las emisiones antropogénicas de aerosoles disminuyesen en respuesta a políticas de calidad del aire, tal y como parece probable, la desaparición asociada del efecto de enfriamiento podría reforzar el calentamiento global actual.
Los aerosoles afectan al balance radiativo de la Tierra a través de efectos directos e indirectos. Los efectos directos consisten en la dispersión y absorción de radiación solar además de la dispersión, absorción y emisión de radiación térmica procedente de la superficie terrestre. Los efectos indirectos se producen sobre la nubosidad al actuar como núcleos de condensación de las nubes y como núcleos de formación de hielo.

## Balance radiativo de la Tierra
El balance radiativo terrestre se define como «el equilibrio que se establece entre los flujos de energía entrante y saliente del planeta». En efecto, el planeta Tierra sólo puede intercambiar energía con el resto del universo mediante flujos de radiación. Estos son básicamente de dos tipos. Por una parte la radiación solar (de onda corta) que llega a la Tierra, y que es la única fuente significativa de energía para el planeta; una fracción de ésta (cuantificada por el albedo terrestre) es reflejada al espacio. Por otra parte, la radiación infrarroja, emitida por el propio planeta hacia el espacio. El balance entre unos y otros flujos explica la temperatura media del planeta, es decir, el clima terrestre.
Los intercambios de energía se expresan en vatios por metro cuadrado (W/m²). 
Mediciones de las últimas dos décadas indican que la Tierra está absorbiendo entre 0,5 y 1 W/m2  más que lo que emite al espacio. Este desequilibrio ha sido causado muy probablemente por el aumento de la concentración de los gases de efecto invernadero. Como resultado, el sistema climático se ajusta provocando los síntomas que asociamos al calentamiento global: aumento de temperaturas superficiales, reducción de la cubierta de hielo y subida del nivel del mar, principalmente.
Existen varias maneras de tomar mediciones y estimar los flujos de energía:
- Satélites como CERES, que monitorizan la emisión térmica infrarroja de la atmósfera[50] o SORCE, que monitoriza la radiación solar.[51]
- Redes de boyas robóticas como ARGO, que monitorizan la temperatura del océano en los hasta 2000 m de profundidad[52] y que pueden medir el calor acumulado por los océanos, estimado en más del 90% del exceso acumulado en la superficie.[53]
- En estaciones de superficie, como el archivo GEBA procedente de más de 1500 estaciones[54] o WRMC, con 59 estaciones[55] que monitorizan los flujos de onda corta y onda larga, albedo y flujos de calor latente y sensible.[56]
- A partir de modelos climáticos[57]

### Balance de onda corta

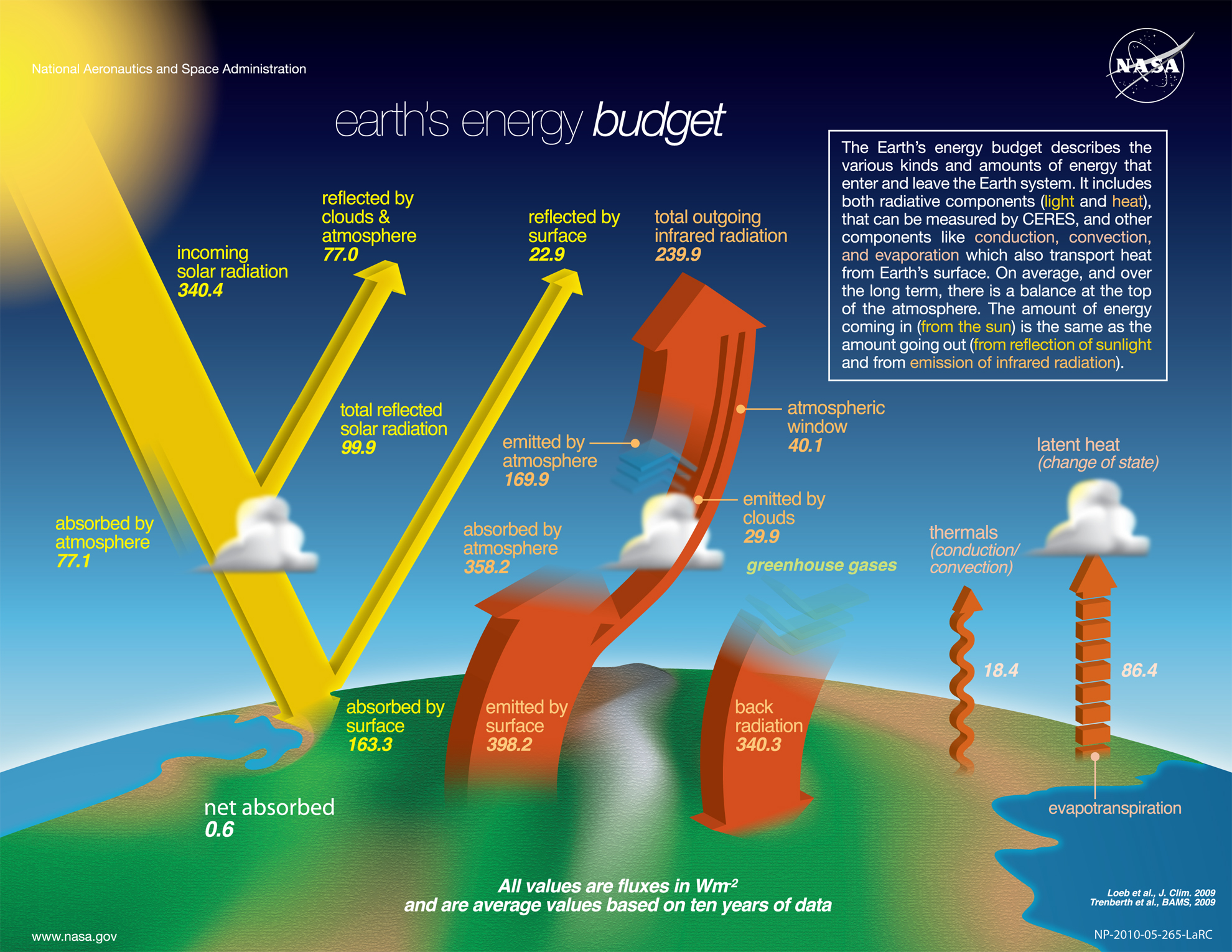
Balance radiativo según nuestra mejor comprensión de los flujos de energía dentro y fuera de la Tierra. Basado en mediciones del Satélite CERES. Los flujos están medidos en W/m².

En la sección Radiación térmica se justificaba que la radiación solar promedio recibida en lo alto de la atmósfera es de unos  340 W/m². Unos 77 W/m² son reflejados de nuevo al espacio por las nubes y la atmósfera. Otros 23 W/m² son reflejados por la superficie terrestre, lo que se traduce en un total de unos 100 W/m² reflejados que crean un albedo de 0,29 (=100/340). 
Unos 240 W/m² son absorbidos por la atmósfera (77 W/m²) y la superficie (163 W/m²). Estos números muestran que la mayoría del calentamiento de la atmósfera se produce desde abajo, lo que explica las características del gradiente térmico y la circulación atmosférica a gran escala.

### Balance de onda larga
La radiación térmica de onda larga saliente requerida para compensar los 240 W/m² absorbidos es emitida principalmente por la atmósfera y las nubes. De los 398 W/m² emitidos por la superficie terrestre, sólo unos 40 W/m² abandonan directamente la atmósfera. La gran mayoría es absorbido y reemitido por los gases de efecto invernadero, creando un flujo de regreso a la superficie de unos 340 W/m², una buena visualización del efecto invernadero.
Además de estos flujos radiativos, la superficie y la atmósfera intercambian calor por contacto directo mediante conducción y convección (calor sensible) y por evaporación, transpiración y sublimación (calor latente). Cuando estos cambios de estados suceden a nivel de superficie, el calor es extraído de ésta provocando un enfriamiento. Posteriormente, durante la formación de nubes, el vapor de agua condensa y el calor latente es emitido a la atmósfera.    